# 苏比斯
苏比斯（法語：Soubise，法語發音：[subiz]）是法国滨海夏朗德省的一个市镇，位于该省西部偏北，属于罗什福尔区。

## 地理
苏比斯（45°55'31"N, 1°0'32"W）面积10.93 平方千米，位于法国新阿基坦大区滨海夏朗德省，该省份为法国西部滨海省份，北起旺代省，西临大西洋，南至吉倫特省，东南接多爾多涅省，东北接德塞夫勒省接壤，东临夏朗德省。
与苏比斯接壤的市镇（或旧市镇、城区）包括：博热、埃希莱、莫埃兹、羅什福爾、圣阿尼昂、夏朗德河畔圣纳泽尔。

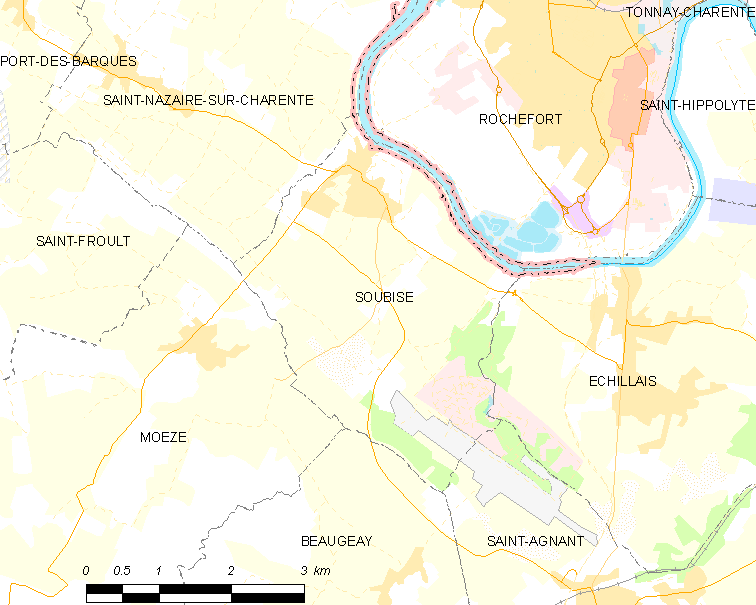
苏比斯的OSM定位图

苏比斯的时区为UTC+01:00、UTC+02:00（夏令时）。

## 行政
苏比斯的邮政编码为17780，INSEE市镇编码为17429。

## 政治
苏比斯所属的省级选区为托奈夏朗德县。

## 人口

1962-2008年间苏比斯人口变化图示

苏比斯于2022年1月1日时的人口数量为3935人。